# Il·luminació (pel·lícula)
 Il·luminació  (Iluminacja) és una pel·lícula polonesa dirigida per Krzysztof Zanussi, estrenada el 1973. Ha estat doblada al català.

## Argument
El recorregut d'un jove estudiant,Franciszek, que escull en principi estudiar física, després, a poc a poc, amb dubtes i confrontat a la mort, abandona les seves certeses tot buscant un sentit a la seva vida.

## Repartiment
- Stanisław Latałło: Franciszek Retman
- Małgorzata Pritulak: Malgorzata
- Monika Dzienisiewicz-Olbrychska: Agnieszka
- Edward Żebrowski: El metge
- Jan Skotnicki: el malalt matemàtic
- Irena Horecka: Matka, la mare del matemàtic
- Jadwiga Colonna-Walewska: La mare de Franciszek
- Włodzimierz Zawadzki: L'ajudant
- Władysław Marek Turski: En el seu propi paper
- Władysław Tatarkiewicz: En el seu propi paper
- Iwo Białynicki-Birula: En el seu propi paper
- Joanna Żółkowska
- Łukasz Turski
- Włodzimierz Zonn

## Premis
- 1973: Léopard d'or al Festival internacional de cinema de Locarno.